# Einar Sigurðsson
Einar Sigurðsson, född 1538, död 15 juli 1626, var en isländsk präst och diktare.
Einar var den första stora psalmdiktaren på Island efter reformationen. Han var också den första islänningen som skrev en hyllningsdikt till fäderneslandet (Vísnaflokkur um Íslands gæði, 44 strofer). Han bidrog med en rik samling uppbyggelselitteratur till biskop Guðbrandur Þorláksson Vísnabók från 1612.[källa behövs]